# مملكة ميسور
مملكة ميسور، مملكة سابقة في جنوب الهند، يُعتقد تقليديًا أنها تأسست في عام 1399 بالقرب من مدينة ميسور الحديثة. عملت المملكة، التي حكمتها عائلة ووديار، في البداية كدولة تابعة لإمبراطورية فيجاياناغارا. شهد القرن السابع عشر توسعًا متزايدًا في أراضيها وخلال حكم ناراساراجا ووديار الأول وتشيكا ديفاراجا ووديار، ضمت المملكة مساحات كبيرة مما يعرف حاليًا بجنوب كارناتاكا وأجزاء من تاميل نادو لتصبح دولة قوية في جنوب الدكن. شهدت المملكة خلال الحكم الإسلامي نموًا مستدامًا في دخل الفرد وعدد السكان، وتغيرًا بنيويًا في الاقتصاد، وتسارعًا في وتيرة الابتكار التكنولوجي، ووصلت إلى قمة قوتها الاقتصادية والعسكرية وهيمنتها في النصف الأخير من القرن الثامن عشر على يد الحاكم الفعلي حيدر علي وابنه السلطان تيبو.
خلال هذا الوقت، دخلت في صراع مع ماراثا، وسلالة نظام الحاكمة لحيدر آباد، ومملكة ترافنكور والبريطانيين، وبلغ الصراع ذروته في حروب الأنجلو ميسور الطويلة الأربعة. تبع الفوز في حرب الأنجلو ميسور الأولى والمأزق في الثانية هزيمة في الحربين الثالثة والرابعة. بعد وفاة تيبو في الحرب الرابعة عام 1799، استولى البريطانيون على أجزاء كبيرة من مملكته، ما كان إشارة إلى نهاية فترة سيطرة ميسور على جنوب الدكن. أعاد البريطانيون أسرة ووديار إلى العرش عبر تحالف تبعي وتحولت ميسور المتضائلة إلى دولة أميرية. واصلت أسرة ووديار حكم الدولة حتى استقلال الهند في عام 1947، حين انضمت ميسور إلى اتحاد الهند.
حتى بصفتها دولة أميرية، أصبحت ميسور تُحسب من بين المناطق الأكثر تقدمًا وتحضرًا في الهند. شهدت هذه الفترة (1799-1947) أيضًا ظهور ميسور كواحد من أهم مراكز الفن والثقافة في الهند. لم يكن ملوك ميسور فقط مناصرين للفنون الجميلة ورجال العلم، بل كانوا رعاة متحمسين أيضًا، وما يزال تراثهم يؤثر على الموسيقى والفن حتى اليوم.

## تاريخها

### تاريخها المبكر
تشمل مصادر تاريخ المملكة العديد من النقوش الحجرية والألواح النحاسية الموجودة، وسجلات من قصر ميسور والمصادر الأدبية المعاصرة في الكنادية والفارسية ولغات أخرى. وفقًا للروايات التقليدية، نشأت المملكة كدولة صغيرة وقع مقرها في مدينة ميسور الحديثة وأسسها شقيقان، يادورايا (المعروف أيضًا باسم فيجايا) وكريشنارايا. تعد أصولهم غارقة في الأسطورة وما تزال موضع نقاش. في حين يفترض بعض المؤرخين أن أصلهم يعود للشمال في دواركا، يفترض آخرون أنها تعود إلى كارناتاكا. يقال إن يادورايا تزوج شيكادايفاراسي، الأميرة المحلية ونال لقب «ووديار» الإقطاعي (لقبه اللورد)، الذي احتفظت به السلالة اللاحقة. ظهر أول ذكر لا لبس فيه لعائلة ووديار في الأدب الكنادي في القرن السادس عشر في عهد الملك الفيجاياناغاراتي، أشيوتا ديفا رايا (1529-1542)، يعود تاريخ أقدم نقش متوفر صادر عن أسرة ووديار نفسها إلى فترة حكم تيماراجا الثاني عام 1551.

### الحكم الذاتي: التقدم والنكسات
حكم الملوك اللاحقون بصفتهم أتباعًا لإمبراطورية فيجاياناغارا حتى انهيارها في عام 1565. بحلول ذلك الوقت، توسعت المملكة إلى ثلاث وثلاثين قرية محمية بقوة 300 جندي. غزا الملك تيماراجا الثاني بعض المشيخات المحيطة، وحجز الملك بولا تشاماراجا الرابع (لقبه، «الأصلع»)، وهو أول حاكم ذو أهمية سياسية بينهم، الجزية عن ملك فيجاياناغارا الاسمي أرافيدو راما رايا. بعد وفاة أرافيدو أليا راما رايا، بدأت أسرة ووديار في تأكيد نفسها بشكل أكبر، وانتزع الملك راجا ووديار الأول السيطرة على سريرانجاباتنا من الحاكم الفيجاياناغاراتي (ماهامانداليشفارا) أرافيدو تيرومالا، وأثار هذا التطور، إذا كان بأثر رجعي، الموافقة الضمنية على فينكاتاباتي رايا، الملك المفروض لإمبراطورية فيجاياناغارا المتضائلة الذي كان يحكم من تشاندراجيري. شهد عهد راجا ووديار الأول أيضًا توسعًا إقليميًا بضم تشاناباتنا إلى الشمال من جاغاديفا رايا، وهو تطور جعل من ميسور عاملًا سياسيًا إقليميًا يحسب له حساب.
نتيجة لذلك، وبحلول 1612-1613، تمتعت أسرة ووديار بقدر كبير من الاستقلالية، وعلى الرغم من أنهم اعترفوا بالسيطرة الاسمية لسلالة أرافيدو، توقفت التحويلات والضرائب إلى تشاندراجيري. ذلك في تناقض ملحوظ مع الزعماء الرئيسيين الآخرين مثل أسرة ناياكس من التاميل الذين واصلوا دفع الضريبة لأباطرة تشندراجيري في ثلاثينيات القرن السابع عشر. حاول تشاماراجا السادس وكانثيرافا ناراساراجا الأول التوسع أكثر شمالًا ولكن أحبطت سلطنة بيجابور وأتباعها من الماراثا مخططاتهما، على الرغم من صد جيوش بيجابور بقيادة رانادولاه خان بشكل فعال في حصارهم لسريرانجابانتا عام 1638. ثم تحولت الطموحات التوسعية جنوبًا إلى دولة التاميل حيث استحوذ ناراساراجا ووديار على ساتيامانغالام (في منطقة شمال مقاطعة كويمباتور الحديثة) في حين توسع خليفته دودا ديفاراجا ووديار أكثر فاستولى على مناطق التاميل الغربية، ارود ودارمابوري، بعد صد قادة مادوراي بنجاح. جرى التعامل مع غزو كيلادي ناياكس من مالناد أيضًا بنجاح. وتلت هذه الفترة واحدة من التغييرات الجغرافية السياسية المعقدة في سبعينيات القرن السابع عشر، حين قدم الماراثيون والمغول إلى الدكن.
لم يتمكن شيكا ديفاراجا (امتد حكمه 1672-1704)، وهو أبرز ملوك ميسور الأوائل الذين حكموا خلال معظم هذه الفترة، من إنجاز الضرورات فحسب، بل وسع الأراضي بشكل أكبر. حقق ذلك من خلال إقامة تحالفات إستراتيجية مع الماراثا والمغول. وسرعان ما نمت المملكة لتضم سالم وبنغالور في الشرق، وحسن في الغرب، وتشيكاماغالورو وتومكور في الشمال وبقية كويمباتور في الجنوب. على الرغم من هذا التوسع، بقيت المملكة، التي تمثل الآن قسمًا كبيرًا من الأراضي في قلب الهند الجنوبية الممتدة من غاتس الغربية إلى الحدود الغربية لسهل كورومانديل، داخلية دون وصول مباشر للساحل. أدت محاولات تشيكا ديفاراجا لتصحيح هذا الأمر إلى إقحام ميسور في نزاع مع زعماء ناياكا في إكيري و (راجاس) ملوك كوداغو (كورغ الحديثة)؛ الذين تمتعوا بالسيطرة على ساحل كانارا (المناطق الساحلية في كارناتاكا الحديثة) ومنطقة التل المتوسطة على التوالي. أسفر النزاع عن نتائج متباينة وضم بيرياباتنا إلى ميسور، لكنها عانت من انتكاسة في بالوباري.
ومع ذلك، من حوالي عام 1794، عندما انتقل حكم المملكة إلى «الملك الصامت» (موكاراسو) كانثيرافا ناراساراجا، تحقق بقاء المملكة وتوسيعها من خلال دخول لعبة حساسة من التحالف، والتفاوض، والتبعية في بعض الأحيان، وضم الأراضي في كل الاتجاهات. وفقًا للمؤرخين سانجاي سوبراهامانيام وسيثو مادهافا راو، أصبحت ميسور آنذاك تابعة رسميًا لإمبراطورية المغول. تدّعي سجلات المغول أن ميسور كانت تدفع الجزية النظامية (بيشكاش). ومع ذلك، يشعر المؤرخ سورياناث يو كاماث أن المغول ربما اعتبروا ميسور حليفًا، بسبب الوضع الذي أحدثته المنافسة بين المغول والماراثا من أجل السيادة في جنوب الهند. بحلول عام 1720، مع تدهور إمبراطورية المغول، نشأت مضاعفات أخرى مع مطالبة سكان المغول في كل من أركوت وسيرا بالجزية. شهدت السنوات التي تلت ذلك تقدم كريشناراجا ووديار الأول بخطوات حذرة في هذه المسألة مع إبقاء زعماء كوداجو والماراثا بعيدين. وتبعه تشاماراجا ووديار السابع الذي وقعت السلطة خلال حكمه في يد رئيس الوزراء (دالوي أو دالافوي) نانجاراجيا (أو نانجاراجا) والوزير الأول (سيرفاديكاري) ديفاراجيا (أو ديفاراجا)، والإخوة ذوي النفوذ من بلدة كالالي بالقرب من نانجانغود الذين حكموا للعقود الثلاثة القادمة وأصبح آل ووديار رؤساء فخريين. شهد الجزء الأخير من حكم كريشناراجا الثاني طغيان المغول على سلاطين الدكن، وصعود حيدر علي، وهو قائد في الجيش، إلى القمة إثر هذا الاضطراب. أدى انتصاره على الماراثا في بنغالور عام 1758 وضمه لأراضيهم، إلى جعله شخصية بارزة. تكريمًا لإنجازاته، منحه الملك لقب «نواب حيدر علي خان بهادور».